# Tenor Ehivet Youeto
Tenor Ehivet Youeto (11 de octubre de 1994) es una deportista marfileña que compitió en taekwondo. Ganó una medalla de plata en el Campeonato Africano de Taekwondo de 2012 en la categoría de +73 kg.

## Palmarés internacional
| Campeonato Africano | Campeonato Africano       | Campeonato Africano | Campeonato Africano |
| Año                 | Lugar                     | Medalla             | Categoría           |
| ------------------- | ------------------------- | ------------------- | ------------------- |
| 2012                | Antananarivo (Madagascar) | Medalla de plata    | +73 kg              |